# Singles 〜NORIKO BEST〜
『Singles 〜NORIKO BEST〜』（シングルス ノリコ・ベスト）は、日本の歌手・女優、酒井法子の1枚目のベスト・アルバム。1990年3月21日にビクター音楽産業から発売された。

## 背景とリリース
1987年の歌手デビューから3年が経ち、19歳になった時期にリリースされた、酒井法子の初のベスト・アルバムである。デビュー曲「男のコになりたい」から12thシングル「ALL RIGHT」までの12曲に、企画シングル「のりピー音頭」を含めた全13曲がリリース順に収録されている。本作の1か月前にリリースされた13thシングル「幸福なんてほしくないわ」は収められていない。
酒井はこのアルバムでシングル、アルバムを通じて初のオリコンチャート首位を獲得。それまでの最高売上であった4thアルバム『Lovely Times』を上回る、最も高いアルバムセールスを記録した。アルバムの次作は「幸福なんてほしくないわ」を含む6thアルバム『White Girl』。ベスト・アルバムは、1991年にビクターによる『CD FILE』シリーズ3作、コンセプト・ベスト・アルバム『Sentimental Best』がリリースされ、1992年に「幸福…」以降のシングル10曲を収めた第2弾『Singles 〜NORIKO BEST II〜』がリリースされた。

## 収録曲
1. 「男のコになりたい」（作詞: 三浦徳子、作曲: Frankie T.、編曲: 萩田光雄）
2. 「渚のファンタシィ」（作詞: 竹花いち子、作曲: タケカワユキヒデ、編曲: 新川博）
3. 「ノ・レ・な・いTeen-age」（作詞: 森浩美、作曲: 西木栄二、編曲: 戸塚修）
4. 「夢冒険」（作詞: 森浩美、作曲: 西木栄二、編曲: 中村暢之）
5. 「GUANBARE」（作詞: 森雪之丞、作曲・編曲: 馬飼野康二）
6. 「1億のスマイル -PLEASE YOUR SMILE-」（作詞: 森浩美、作曲: 飛鳥涼、編曲: 船山基紀）
7. 「のりピー音頭」（作詞: 森浩美、作曲: 馬飼野康二、編曲: 竹村次郎）
8. 「HAPPY AGAIN」（作詞: 森浩美、作曲: 西木栄二、編曲: 船山基紀）
9. 「ホンキをだして」（作詞: 森浩美、作曲: 筒美京平、編曲: 船山基紀）
10. 「おとぎの国のBirthday」（作詞: 石坂まさを、作曲: 和泉常寛、編曲: 山本健司）
11. 「Love Letter」（作詞・作曲: 尾崎亜美、編曲: 佐藤準）
12. 「さよならを過ぎて」（作詞: 来生えつこ、作曲: 前田克樹、編曲: 船山基紀）
13. 「ALL RIGHT」（作詞・作曲: 遠藤京子、編曲: 鷺巣詩郎）